# Liste der Monuments historiques in Lautenbachzell
Die Liste der Monuments historiques in Lautenbachzell führt die Monuments historiques in der französischen Gemeinde Lautenbachzell auf.

## Liste der Objekte
| Bezeichnung | Beschreibung | Standort                                | Kennzeichnung | Schutzstatus | Datum | Bild |
| ----------- | --- | --------------------------------------- | ------------- | ------------ | ----- | ---- |
| Kanzel      | Holz, farbig gefasst und vergoldet, 18. Jahrhundert                                                                        | in der Kirche Sts-Pierre-et-Paul (Lage) | PM68000224    | Classé       | 1976  |      |
| Taufbecken  | Stein und Holz, farbig gefasst und vergoldet, 18. Jahrhundert                                                              | in der Kirche Sts-Pierre-et-Paul (Lage) | PM68000225    | Classé       | 1976  |      |
| Marienaltar | Seitenaltar; Altartisch, Retabel und zwei Skulpturen; Holz und Gips, farbig gefasst und vergoldet, 18. und 19. Jahrhundert | in der Kirche Sts-Pierre-et-Paul (Lage) | PM68000223    | Classé       | 1976  |      |